# APL Logistics
美集物流（英語：APL Logistics）是隶属于总部位于日本東京的近鐵環球貨運株式會社（KWE）旗下的全球性端到端供应链服务提供商，旨在为客户提供全球性的端到端供应链服务以及顾问式供应链解决方案，并通过采用信息科技技术最大化供应链的可视性和可控度。其优质服务曾获得行业和客户的诸多奖项，其中包括百味来意式面食的「年度承运商」称号。

## 历史
美集物流的前身美國集運服務（American Consolidation Services，縮寫ACS）起始于1980年，曾隶属于美国总统轮船公司（APL）旗下的集拼业务板块，直至2001年美集物流成立。目前美集物流的营运网络遍布全球60多个国家的110多个地点，管理着200多处物流仓储设施，总面积超过2,000万平方英尺。
2001年，美集物流收购了当时美国的第二大合约物流公司GATX物流。这一收购确立了美集物流在合约物流领域主要服务提供商的地位。
2014年3月1日，Beat Simon替代Jim McAdam正式出任美集物流总裁一职。他拥有超过三十年的行业相关经验。在此之前，他在综合物流服务提供商Agility担任首席执行官。

## 业务范围
全球范围内，美集物流主要从事涵盖国际物流、合约物流、陆运服务及汽车物流在内的全球性供应链服务。美集物流所服务的主要行业包括：汽车、化学品、消费品、医疗保健、政府项目、高科技工业品以及零售/时装。

## 美集中國分公司
美集物流于1989年进入中国，是国内首批从事国际货运代理和物流业务的全外资企业。为国际知名的零售和汽车等企业提供物流服务。目前，美集物流在中国已经建立了十多家分公司和诸多销售代表处，拥有2,300多名员工。目前美集物流在中国的18个城市运营着38个分拨中心，管理的仓储物流设施超过250万平方米。
2002年6月，美集物流与联想控股有限公司共同投资成立了名为志勤美集科技物流有限公司的合资企业，旨在为中国IT市场提供供应链管理服务。2013年初，美集物流从联想控股有限公司回购了志勤美集的全部股份，实现对后者的百分百控股，并将其归入美集物流中国区合约物流业务的版图，以其把握日益增长的中国合约物流市场机遇。
美集物流中国区的业务包括拼箱、拆箱服务、全球货运代理、关务服务、区域仓储管理、全国配送管理，并提供全面的IT解决方案。美集物流在控制成本的基础上优化供应链流程，为客户提供更高效的服务。